# Красницкий, Владимир Дмитриевич
Влади́мир Дми́триевич Красни́цкий (10 декабря 1881, Маяки, Одесский уезд, Херсонская губерния — ноябрь 1936, Ленинград) — российский и советский религиозный деятель, один из основателей и идеологов обновленческого раскола в Русской православной церкви, основатель и лидер обновленческой организации «Живая церковь», фактический лидер обновленчества в первые месяцы его существования.

## Биография
Родился 10 декабря 1881 года в городе Маяки Одесского уезда Херсонской губернии в семье коллежского советника.
В 1903 году окончил Екатеринославскую духовную семинарию. По свидетельству историков Краснова-Левитина и Шаврова, не был человеком бунтарского типа. Ещё в семинарии он пользуется репутацией благонадёжнейшего семинариста, прислуживает в алтаре и является любимцем начальства.
Поступил в Санкт-Петербургскую духовную академию. Красницкий работал над рефератом «Обличение социализма», в основе которого лежал тезис: «социализм от дьявола». 9 июня 1907 года окончил Санкт-Петербургскую духовную академию со степенью кандидата богословия.
21 июля 1907 года определён на священническую вакансию при Солецкой Рождества Богородицы церкви Новоладожского уезда, в связи с чем 18 августа того же года рукоположен в сан диакона, а 19 августа того же года — в сан священника.
24 сентября 1908 года определён настоятелем церкви и законоучителем Санкт-Петербургского Елизаветинского Института.
В 1910 году вступил в Союз русского народа, был священником церкви Петербургского отделения Союза русского народа. Считался «правым» и «благонадёжным» в политическом отношении пастырем
19 мая 1912 года перемещён на вакансию второго священника при Князь-Владимирском соборе в Санкт-Петербурге.
В 1912 году во время процесса над Менделем Бейлисом утверждал употребление евреями крови в ритуальных целях.
14 февраля 1915 года приказом по Петроградскому Градоначальству и Столичной Полиции за № 76 назначен на штатную должность священника при Мариинском Родовспомогательном доме с оставлением в прежней должности.
По избрании съездом духовенства и мирян и утверждении указом Святейшего синода от 22 июня 1917 года за № 7872 состоял штатным членом духовной консистории 1 июля 1917 — 30 июня 1918 года.
Весной 1918 года Красницкий был избран членом правления Братства приходских советов Петрограда и епархии.
Для публикаций Красницкого весной-летом 1918 года характерны критика массовых антирелигиозных акций в стране и надежда на изменение ситуации в результате сплочения верующих вокруг приходов и отстаивания ими церковных прав.
20 июля того же года избран кандидатом в члены Епархиального совета.
7 сентября 1918 года через городскую Биржу труда поступил счетоводом в Новодеревенский Комиссариат продовольствия в Петрограде и в ноябре того же года записался в ряды сочувствующих Коммунистической партии.
По мобилизации населения, не эксплуатирующего чужого труда, вступил в ряды Красной Армии в 4-й стрелковый полк 2-й Петербургской бригады особого назначения 2 мая 1919 года. Состоял ротным санитаром по 1 июня, состоял батальонным чтецом по 1 июля. Был прикомандирован к Политическому отделу 2-й (потом 70-й) отдельной бригады по 1 октября 1919 года.
В июле 1919 года обратился в Отдел юстиции Петрограда с развернутой запиской, в которой писал, что считает неправильным, что «Советская власть, осуществляя принцип отделения церкви от государства, всемерно избегает вмешиваться во внутреннюю жизнь церковных учреждений», и заявлял, что «советская власть, несущая ответственность за социальную революцию пред всем эксплуатируемым человечеством, должна найти средства лишить контрреволюцию возможности прикрывать свои намерения религиозными лозунгами. Она должна найти в среде верующих те элементы, которые бы послужили делу социальной революции». Себя Красницкий и представлял в качестве «элемента», готового «послужить революции». Из этого и других адресованных советскому руководству документов видно, что уже в июле 1919 года Красницкий выдвигал программу разрушения существовавшей церковной структуры и захвата власти в Церкви с использованием в качестве главной силы советского государства, что потом было частично реализовано в период обновленческого переворота 1922 года.
С 1 августа 1919 года являлся инструктором-исполнителем по церковным делам отдела юстиции Петроградского горисполкома и в качестве полномочного представителя Совета депутатов II городского района по проведению в жизнь Декрета об отделении Церкви от государства. 15 августа 1919 года был полномочным представителем Совета Депутатов II городского Района при проведении в жизнь декрета об отделении Церкви от государства и, находясь на этой должности, заключал договоры о пользовании церковным имуществом с приходами православных храмов.
1 октября 1919 года назначен красноармейцем-лектором Политического Отдела Петроградского Укреплённого района и штаба внутренней обороны Петрограда.
В октябре 1919 года по распоряжению председателя СНК тов. Ленина был командирован в г. Москву для личного доклада о положении служителей культа в рядах Красной Армии.
Был в походе, в гражданской войне, на Петергофском фронте в июне 1919, в самых же сражениях не был.
Кроме работы инструктором, Красницкий заведовал отделением коллективных хозяйств в губернском Хозяйственном отделе, читал лекции в Красноармейском институте и Коммунистическом университете им. Зиновьева, одновременно служил инструктором в политических отделах 11-й дивизии и 7-й армии Петроградского военного округа, заведовал отделом артелей и коммун в газете «Деревенская Коммуна» и т. д.
В мае 1922 года организовал обновленческую группу белого духовенства и мирян «Живая церковь», ставшую на первых порах локомотивом обновленческого движения.
После обновленческого Высшего церковного управления вожди обновленчества принялись за борьбу с контрреволюцией. Как отмечено в книге «Очерки по истории русской церковной смуты», «Главную роль в этой борьбе взял на себя заместитель председателя ВЦУ протоиерей В. Д. Красницкий. Уже в первые дни существования ВЦУ выработался известный шаблон в деятельности заместителя председателя. Обычно о. Красницкий выступал с докладом на собрании духовенства того или иного благочиннического округа. В своем докладе В. Д. Красницкий излагал историю возникновения ВЦУ, его структуру и его задачи. Говорил он ясно, спокойно, хорошим литературным языком, но без всякого пафоса и воодушевления; свою речь он обычно иллюстрировал документами, которые вынимал из объемистого портфеля, лежавшего всегда против него на кафедре. Если бы не ряса и наперсный крест, могло бы показаться — хозяйственник из треста делает доклад на производственном совещании. После доклада начинались прения и предлагалась резолюция. Главные оппоненты Красницкого через несколько дней обычно арестовывались и высылались из Москвы <…> Красницкий не только не скрывал того, что пишет на своих идейных противников политические доносы, но даже это ставил себе в особую заслугу. Часто он открыто угрожал с кафедры своим противникам, что об их контрреволюционной деятельности будет сообщено гражданской власти»
25 мая 1922 года вместе с протоиереем Александром Введенским и священником Белковым отлучён митрополитом Петроградским Вениамином (Казанским). Отлучение было снято Алексием (Симанским) под страхом расстрела митрополита Вениамина. Выступал свидетелем на стороне обвинения во время процесса над митрополитом Вениамином (Казанским), кончившимся смертным приговором.
С июня 1922 года начинает совершать «гастроли» в провинцию. Здесь он действует теми же методами, что и в Москве. Посещение Красницким городов Тулы и Ярославля сопровождалось многочисленными арестами среди духовенства. Имя Красницкого вскоре стало одним из самых ненавистных имен для всей русской церкви. «Никто не компрометирует нас так, как Красницкий», — говорил Введенский. Красницкий также стал главным лидером «Живой Церкви», оттеснив на задний план в первые месяцы после переворота всех остальных руководителей.
С августа 1922 года — «первый протопресвитер всея Руси».
Тесно сотрудничал с ГПУ, неоднократно заявляя об этом публично. Писал политические доносы на оппонентов: его происками был выслан причт храма Христа Спасителя в Москве, где в результате в августе 1922 года он стал настоятелем. Редактировал журнал «Живая Церковь».
8 мая 1923 года на обновленческом соборе возведён в сан «протопресвитера Российской Православной Церкви» и избран заместителем председателя Высшего Церковного Совета (ВЦС).
После 15 июля 1923 года верующие выгнали Красницкого из Князь-Владимирского храма, и он перешёл в Казанский собор.
После освобождения из-под ареста Патриарха Тихона, вызвавшего резкий кризис в обновленческом расколе, Красницкий как слишком одиозная фигура в августе 1923 года был выведен из состава её руководящих органов и был вынужден уехать в Петроград.
После и роспуска всех обновленческих групп и образования обновленческого Святейшего Синода, отказался подчиниться этим указам и в сентябре 1923 года, стоя во главе группы «Живая Церковь», порвал с остальным обновленчеством.
В мае 1924 года вернулся в Князь-Владимирский собор и служил там без дьякона и псаломщика. Из-за малочисленности своей группы с большим трудом организовал «двадцатку», которая заключила с властями договор о пользовании храмом.
Весной 1924 годы члены обновленческой группы «Живая Церковь» в связи с попыткой ОГПУ и Антирелигиозной комиссии ЦК РКП(б) скомпрометировать патриарха Тихона старались организовать его «примирение» с Красницким. По плану «разложения тихоновской церковной партии», изложенному Красницким в докладе ОГПУ, целью ЖЦ было «возродить… группу со своими групповыми епархиальными уездными и благочинническими комитетами и противопоставить тихоновским архиереям и благочинным… восстановить ту тактику, которая была в 1922 г.».
Начавшиеся в марте переговоры представителей патриарха с лидером ЖЦ, очевидно, были условием, которое поставило ОГПУ патриарху Тихону в обмен на легализацию Высшего церковного управления и освобождение некоторых архиереев из-под стражи. 21 мая 1924 года патриарх Тихон подписал постановление об образовании нового расширенного Синода и Высшего Церковного Совета (ВЦС), в который наряду со священнослужителями и мирянами, оставшимися верными Патриарху, вошли Красницкий и другие деятели Живой Церкви, выразившие согласие принести покаяние. Допущение бывших активных обновленцев в общение с Церковью вызвало неоднозначные суждения среди клира и верующих, что усугублялось требованиями Красницкого предоставить ему должность заместителя председателя ВЦС и сохранить полученное в обновленчестве звание протопресвитера.
9 июля 1924 года патриарх Тихон наложил резолюцию о признании недействительным ранее изданного акта об образовании Синода и ВЦС. После того как в сентябре 1924 года Красницкий открыто признал провал своих попыток достижения соглашения с Патриаршей Церковью, ЖЦ покинули практически все бывшие сторонники.
К 1926 году Князь-Владимирский стал требовать капитального ремонта, произвести который общине Красницкого было не под силу. В ноябре 1926 года собор был закрыт и опечатан; Красницкому с его общиной предоставили небольшой храм Иоанна Милостивого. В 1929 году эта церковь была закрыта из-за аварийного состояния, после того, как в ней рухнул потолок.
В конце жизни был настоятелем небольшой церкви Святого Серафима Саровского на Серафимовском кладбище Ленинграда.
В ноябре 1936 года, во время эпидемии гриппа, тяжело заболел и скончался. Похоронен на Серафимовском кладбище вблизи церкви.

## Публикации
- Православная Церковь и Советская Россия // Живая церковь. 1922. — № 1. — С. 2—3.
- Чёрное и белое духовенство // Живая церковь. 1922. — № 2. — С. 6-7.
- Группа прогрессивного духовенства и мирян «Живая церковь» // Живая церковь. 1922. — № 3. — С. 11.
- Первомученик церковного обновления // Живая церковь. 1922. — № 3. — С. 15.
- Монашеский вопрос // Живая церковь. 1922. — № 4-5. — С. 5-6.
- Обновленческое движение в Церкви // Живая церковь. 1922. — № 4-5. — С. 8-9.
- К первому съезду группы «Живая церковь» // Живая церковь. 1922. — № 6-7. — С. 1.
- Монашество и христианство // Живая церковь. 1922. — № 8-9. — С. 2-3.
- Антониновщина // Живая церковь. 1922. — № 10. — С. 1-2.
  - Антониновщина // Друг православного народа. 1922. — № 3/4. — С. 8-9.
- Живая церковь и богоборный атеизм // Живая церковь. 1923. — № 11 (1). — С. 4-5.
- Речь прот. В. Д. Красницкого послу Турции — г. Мухтар-Бею // Живая церковь. 1923. — № 11 (1). — С. 14-15.
- Ответ представителю Вселенского Патриарха // Живая церковь. 1923. — № 11 (1). — С. 15.
- Ходатайство священников В. Д. Красницкого и С. В. Калиновского во ВЦИК о помиловании приговоренных к расстрелу по делу московского духовенства и верующих // Архивы Кремля. Политбюро и Церковь 1922—1925 гг.: В 2-х тт. — Т. 1. — Новосибирск: Сибирский хронограф; М.: РОССПЭН, 1997. — С. 221—222.